# Оденсский троллейбус
Троллейбус Оденсе — бывшая система в городе Оденсе, Дания.

## Описание
Располагалась в городе Оденсе, общественный транспорт вслед за Трамвай Оденсе 1904—1952.

## История
Работала: 8 августа 1939 года открыта, 16 ноября 1959 года закрыта.

## Линии
- Первая линия[4].